# Жолнаи
Жолнайская фарфоровая мануфактура (венг. Zsolnay Porcelánmanufaktúra Zrt) — венгерская фабрика, основанная в 1853 году и упразднённая в 1999 году, специализировавшаяся на выпуске гончарных, фарфоровых, кафельных и керамогранитных изделий. Компания также была известна тем, что изготавливала эозиновое стекло и пирогранитную керамику.

## История
Фабрика была основана Миклошем Жолнаи (1800—1880), торговцем из Печа, для производства керамики в 1853 году. В 1863 году Вильмош Жолнаи (1828—1900) присоединился к новой компании, в которой работало всего несколько человек. А уже через несколько лет он стал директором фабрики. В первые годы руководства он развивал технологию и проводил эксперименты с материалами. Первых успехов Вильмош достиг на всемирной выставке в Вене в 1873 году. А Всемирная выставка в Париже 1878 года принесла ему международный успех. Вильмош получил золотую медаль на выставке и был награждён французским правительством крестом почетного легиона за представленное там изобретение — фарфоровый фаянс, украшенный высокотемпературной глазурью.
Декоративная керамика последней трети XIX века готовилась в стиле историзм. Знание и использование разных исторических стилей, культур и технологий играло важную роль в формировании понятия прикладного искусства и проектировании художественных предметов. Декоративная посуда «Паннония» изготовлялась на основе археологических находок с известковой вставкой с бронзового века.
Декоративная посуда «верде антик» («verde antique») получила своё название от зелёной глазури, тоже типичные изделия 1870-х годов. В эти годы Вильмош Жолнаи сам проектировал. Приготовленный для графини Дегенфелд сервиз с кобальтовыми рисунками по всей видимости является его работой. С 1875 года его дочери Терез и Юлия принимали участие в дизайнерской работе. Они начали как самоучки, но очень быстро дошли до художественного уровня прикладного искусства. Терез разработала мотивы народного искусства и «барской вышивки», а Юлия проектировала в ориенталистическом стиле. Особенно охотно она обращалась к изницкому (османско-турецкому) и японскому миру выразительных средств. Таде Сикорски, польского происхождения, муж Юлии, работал на фабрике с 1883 года, и с его фамилией связаны многочисленные планы изделий художественной ценности.
Вильмош Жолнаи в 1890 годы, на основе экспериментальных результатов Винце Варта и Лайоша Петрика, вывел экспериментальным путём своеобразную технику редукцированного люстрина, так называемый эозин. Эту технику показали на Всестранной выставке тысячелетия в 1896 году. Техника эозина вдохновила появление нового стиля на фабрике — сецессиона. На основе планов молодых художников-прикладников (Шандор Апати Абт, Хенрик Дарилек, Шандор Хидаши Пилло, Лайош Мак, Геза Никельски) изготовлялись декоративные керамики самостоятельной скульптурной ценности, часто с символическим значением. После смерти Вильмоша Жолнаи в 1900 году управление фабрикой принял его сын Миклош Жолнаи. Около 1910 года формы и техническое исполнение декоративных изделий стали проще, большее значение получило производство скульптур малых форм.
Первая мировая война положила конец периоду расцвета фабрики. После трианонского мирного договора она потеряла преобладающую часть своих рынков и источников сырья. В период между мировыми войнами фабрика прежде всего занималась производством фарфоровых фигурок и декоративной посуды, крашенных под глазурью, но в середине 1920-х годов возобновили технику эозина, хотя в упрощенной форме.
Экономические основы фабрики с конца 1890-х годов обеспечивало производство строительной керамики, кафелей для печей и плиток, промышленного фарфора, а позже и сантехники. Фабрику национализировали в 1948 году Она и сегодня работает под названием АО Фарфоровая мануфактура Жолнаи или АО Фарфоровая фабрика Жолнаи.
Изделия фабрики относятся к хунгарикумам, типично венгерским продуктам.

## Музей фарфоровых изделий
Музей Жолнаи в Пече, который находится на улице Капталан 2, является частью музея Януса Паннониуса. На выставке показаны декоративные изделия фарфоровой фабрики в хронологическом порядке, они дальше разделены по стилям и дизайнерам. В 1990 году открылась мемориальная комната Жолнаи, в которой собраны мебель, предметы меблировки, декоративные изделия семьи Жолнаи, а также связанные с ними картины, рисунки и фотографии.
Основой коллекции музея Януса Паннониуса является коллекция городского музея в Пече, которую в 1907 году подарил Миклош Жолнаи. Эта коллекция позволяет ознакомиться с историей производства декоративных изделий. Музей был основан семьей Жолнаи в 1928 году в честь столетней годовщины со дня рождения Вильмоша Жолнаи. Эту коллекцию, состоящую из нескольких тысяч экземпляров, вместе с семейной научной коллекцией, национализировали в 1948 году. В 1951 году её внесли в инвентарь музея Януса Паннониуса. В музей попали тогда архитектурные керамики и их планы, планы выполнения декоративных изделий, другие документы и грамоты, связанные с работой фабрики, а также письма и фотографии личного характера.